# 2019 DIMF 뮤지컬 스타
《2019 DIMF 뮤지컬 스타》는 채널A에서 2019년 6월 27일부터 2019년 7월 11일까지 방송되었던 TV 프로그램이다.

## 결과
| 결과                  | 이름       | 심사위원 점수순위 |
| --------------------- | ---------- | ----------------- |
| 대상                  | 윤석호     | 1위               |
| 중•고등부 최우수상    | 양나은     | 2위               |
| 대학•일반부 최우수상  | 김지훈     | 3위               |
| 대학•일반부 우수상    | 디아오슈엔 | 4위               |
| 우수상                | 송창근     | 5위               |
| 우수상                | 송하나     | 5위               |
| 우수상                | 서광현     | 7위               |
| 차세대 DIMF상, 인기상 | 홍석주     |                   |
| 차세대 DIMF상         | 박효은     |                   |
| 차세대 DIMF상         | 박규민     |                   |
| 차세대 DIMF상         | 전호준     |                   |
| 차세대 DIMF상         | 진희주     |                   |
| 차세대 DIMF상         | 스보웨이   |                   |
| 심사위원상            | 위쓰란     |                   |
| 특별상                | 황창현     |                   |